# Linea Tōbu Sano
La linea Tōbu Sano (東武佐野線?, Tōbu Sano-sen), gestita dalle Ferrovie Tōbu, è una ferrovia di carattere regionale a scartamento ridotto che collega le stazioni di Tatebayashi, nella città omonima nella prefettura di Gunma e Kuzū, a Sano, nella prefettura di Tochigi, in Giappone

## Caratteristiche
La linea è lunga 22,1 km ed è totalmente elettrificata a corrente continua con catenaria superiore a 1500 V. La ferrovia è totalmente a binario singolo, a scartamento ridotto di 1067 mm. Le stazioni lungo la linea sono 10.

## Servizi
La linea è percorsa solo da treni locali effettuanti tutte le fermate con una frequenza tipica di 1 treno all'ora (da due a tre nelle ore di punta della mattina e della sera), oltre all'espresso limitato Ryōmō.

## Stazioni
| Stazione    | Giapponese | Collegamenti                          | Exp. Lim. Ryomo | Posizione   |
| ----------- | ---------- | ------------------------------------- | --------------- | ----------- |
| Tatebayashi | 館林       | Linea Tōbu Isesaki Linea Tōbu Koizumi | ●               | Tatebayashi |
| Watarase    | 渡瀬       |                                       | │               | Tatebayashi |
| Tajima      | 田島       | │                                     | Sano            |             |
| Sanoshi     | 佐野市     | ●                                     | Sano            |             |
| Sano        | 佐野       | Linea Ryōmō                           | Sano            | ●           |
| Horigome    | 堀米       |                                       | Sano            | │           |
| Yoshimizu   | 吉水       | │                                     | Sano            |             |
| Tanuma      | 田沼       | ●                                     | Sano            |             |
| Tada        | 多田       | │                                     | Sano            |             |
| Kuzū        | 葛生       | ●                                     | Sano            |             |